# Дуальність
Дуа́льність (двоїстість) — принцип, що сформульований у деяких розділах  математики і полягає в тому, що кожному правильному твердженню цього розділу відповідає інше твердження, яке можна отримати з першого заміною понять, які входять до нього, іншими, так званими дуальними до них поняттями.

## Проєктивна геометрія
Принцип дуальності формулюється в проєктивній геометрії на  площині. При цьому дуальними поняттями є, наприклад, «точка» і «пряма», «точка лежить на прямій» і «пряма проходить через точку». Для кожної аксіоми в проєктивній геометрії на площині формулюється дуальне твердження, яке можна довести за допомогою цих самих аксіом (цим обґрунтовується принцип дуальності в проєктивній геометрії на площині). Дуальними твердженнями у проєктивній геометрії на площині є відомі теореми Паскаля і Бріаншона:
- Теорема Паскаля стверджує, що в будь-якому шестикутнику, вписаному в криву 2-го порядку, точки перетину протилежних сторін лежать на одній прямій.
- Теорема Бріаншона стверджує, що в будь-якому шестикутнику, описаному навколо кривої 2-го порядку, прямі, що з'єднують протилежні вершини, перетинаються в одній точці.

## Теорія множин
Нехай дано множину М. Розглянемо систему всіх її підмножин А, В, С і т. д. Справедливим є таке твердження: якщо правильна теорема про підмножини множини М, сформульована лише в термінах операцій суми,  перетину та доповнення, то правильна також і теорема, отримана з даної заміною операцій суми і перетину відповідно операціями перетину і суми,  порожньої множини Λ — всією множиною М, а множини М — порожньою множиною Λ. При цьому доповнення суми замінюється перетином доданків, а доповнення перетину — сумою доповнень.